# Langue auxiliaire internationale
Une langue auxiliaire internationale est une langue construite à vocation véhiculaire, conçue dans un objectif de neutralité, afin de transcender les cultures, et de rendre son apprentissage et sa maîtrise plus facile et plus rapide qu'une langue naturelle. On distingue, parmi les langues construites, les langues parlées plus d'une décennie, essentiellement l'espéranto (99 % des locuteurs de ces langues et plus de 92 % des journaux publiés) et deux ou trois autres et les centaines de projets et esquisses de langues auxiliaires internationales qui pour la plupart n'ont jamais été parlées ou par un cercle très restreint pendant très peu de temps.  
Dans un sens plus large, on peut, en restant à un niveau général, distinguer les langues artificielles suivantes :  
- Les langues internationales auxiliaires comme l’espéranto, l’ido ou l'interlingua qui visent à être la langue internationale auxiliaire de l’humanité afin de faciliter la communication internationale aux côtés des grandes langues nationales ;

- Les langues fictionnelles (comme le klingon de Star Trek ou le Al Bhed dans Final Fantasy X) dont le but est de contribuer à l’élaboration d’un univers fictionnel ;

- Les langues expérimentales comme la langue dite "logique" lojban.

## Pasigraphies et pasilalies
Il y a deux sortes de moyens de communication artificiels : les pasigraphies et les pasilalies.
Les pasigraphies (du grec ancien : πᾶσι / pâsi « pour tous » et γραφή / graphế « écriture ») ne sont pas destinées à être parlées, donc ne sont pas des langues. Elles sont des conventions purement visuelles, destinées à être comprises du regard par quiconque, quelle que soit sa langue et sans aucune traduction. Elles se rapprochent par là des sémasiographies. Les premières pasigraphies furent créées par Johannes J. Becher en 1661 et John Wilkins en 1668. Cependant, le mot n’apparut qu’en 1797 : il fut créé par Joseph de Maimieux, qui le définit comme étant une manière d’« écrire même à ceux dont on ignore la langue, au moyen d’une écriture qui soit l’image de la pensée que chacun rend par différentes syllabes ».                Les pasigraphies peuvent se présenter sous forme de signes de nature diverse : lettres, chiffres, idéogrammes, pictogrammes, hiéroglyphes ou même notes de musique comme le solresol créé par François Sudre.
Les pasilalies (du grec ancien πᾶσι / pâsi « pour tous » et λάλη / lálê « babil »), quant à elles, sont des conventions destinées autant à être parlées qu’écrites, donc à servir dans les mêmes conditions qu'une langue naturelle. Elles s'écrivent le plus souvent dans des alphabets préexistants, dont les signes sont affectés d’un son, de sorte à former des ensembles prononçables.

## Les différents types de pasigraphie
Les pasigraphies se divisent en pasigraphies philosophiques (ou a priori) et en pasigraphies empiriques (ou pratiques, ou a posteriori).
Les pasigraphies empiriques répondent le plus souvent à un besoin purement pratique et se basent sur des notions exprimées par de mots ou groupes de mots, ordonnés selon des structures grammaticales. Par exemple, dans la langue de Cave Beck de 1657, chaque combinaison de chiffres correspond à un « terme primitif » de chaque langue, auxquels sont associés des lettres spécifiant les caractéristiques grammaticales : ainsi « p2477 » désignera le « père », car « 2477 » correspond à « père » et « p » indique le substantif ; de même, « f » indiquant le féminin, « pf2477 » désignera la « mère ».
Les langues philosophiques sont le fruit des réflexions philosophiques du XVIIe siècle et ont joué un rôle capital dans l’histoire du concept de langue internationale. En effet, comme l’avaient souhaité de nombreux penseurs de l’époque (Descartes, Leibniz, Bacon), les divers projets de langues philosophiques qui fleurirent à partir de 1650 cherchèrent à classer les idées en constituant des systèmes cohérents et logiques ordonnés autour de concepts fondamentaux.
Citons par exemple le projet de Jean Delormel en 1795 (les langues philosophiques furent particulièrement en vogue du XVIIe au début du XIXe siècle) où chaque lettre désigne une classe d’idée : par exemple, la lettre « a » indiquant l’« art de parler », on aura AVA : grammaire / AVE : lettre / AVAU : mot / AVEU : nombre / ALVE : voyelle / ADVE : consonne / ALVAU : nom / ALAVAU : nom commun / ALEVAU : nom propre, etc.
Un exemple moderne de ce type de langue est le kotava.
Certaines pasigraphies ont obtenu une consécration officielle comme le « Code international des signaux maritimes » (de Sallandrouze de Lamormaix en 1871) et la « Classification décimale de Dewey » (de Melvil Dewey en 1873), plus tard étendue en Classification décimale universelle par Paul Otlet et Henri La Fontaine, toujours employée comme classification bibliographique en bibliothèque. D’autres classifications décimales et codes télégraphiques (comme l’alphabet Morse par exemple) sont parfois rattachés aux pasigraphies. On peut également y rattacher les panneaux du code de la route, les symboles électriques.
Il est parfois arrivé qu’une pasigraphie soit transformée en projet de langue parlée, pour ainsi devenir une pasilalie : ce fut par exemple le cas de celle de Beck.

## Les différents types de pasilalie
Les pasilalies sont définies en fonction de leurs rapports avec les langues naturelles. Les racines de la langue peuvent être issues des langues naturelles ou totalement artificielles, et la dérivation peut être naturelle ou schématique.
On obtient ainsi plusieurs possibilités :
| dévivation/racine      | racines naturelles                     | racines naturelles déformées    | racines naturelles et artificielles        | racines artificielles |
| ---------------------- | -------------------------------------- | ------------------------------- | ------------------------------------------ | --------------------- |
| dérivation naturelle   | langues naturalistes : ex. interlingua |                                 |                                            |                       |
| dérivation schématique | espéranto, ido                         | volapük, parla[réf. nécessaire] | spelin, pario, speedwords[réf. nécessaire] | langues a priori      |

Lorsque l'on parle pour les pasilalies de « langue a priori », on désigne des langues ayant à la fois des racines artificielles et une dérivation schématique. Ces langues, trop difficiles à mémoriser, sont restées à l'état d'esquisses ou de projets, sans communauté de locuteurs.  Dans tous les autres cas on parle de « langue a posteriori », c'est-à-dire se référant aux langues naturelles. Suivant les rapports entretenus entre les langues a posteriori et les langues naturelles, on distingue plusieurs cas : les langues minimales, les langues naturalistes, les langues mixtes.

### Langues minimales
Les langues minimales sont des simplifications de langues vivantes ou mortes : on parle donc également de langues simplifiées. On trouve parmi les projets de langue morte simplifié essentiellement des projets concernant le latin, bien qu'il existe des projets de grec simplifié.
- Projet de grec simplifié : Ixessoire (1879) par Raymond et Lucien Poincaré ou Apolema de (1907) par La Grasserie.
- Projet de latin simplifié : le plus connu de ces projets fut le Latino sine flexione de Giuseppe Peano en 1903.

On trouve également des projets de langue minimale concernant les langues vivantes. Le plus connu de tous ces projets est le Basic English (1930).
Tous les projets de langue simplifiée ont échoué car ils déformaient tellement la langue d'origine que ni les étrangers ni les locuteurs natifs n’y reconnaissaient plus son génie particulier. De plus, certaines comme le Basic English paralysaient l'expression car le locuteur devait constamment recourir à des périphrases.

### Langues naturalistes
Ce terme, qui désignait à l'origine les langues a posteriori, a fini par désigner une sous-catégorie de celles-ci. Ces langues reproduisent les irrégularités des langues naturelles. Les exemples les plus connus de ce type de langue sont l'interlingua et l'occidental. Leurs complexités les rendent aussi difficiles à apprendre que les langues naturelles et de ce fait privilégient les locuteurs dont la langue maternelle se rapproche de la langue créée.
Pierre Janton parle de schématisme pour évoquer les langues mixtes à racine non déformée, qui selon lui ont les qualités des langues a priori pour ce qui est de la dérivation mais présentent l'avantage de ne pas être artificielles. Le concept s'oppose au naturalisme.

### Langues dites mixtes
On retrouve dans cette catégorie les langues utilisant des racines naturelles mais dont la dérivation est schématique, c'est-à-dire entièrement régulière, sans aucune exception, et systématique, ce qui limite le nombre de radicaux à mémoriser. Cette catégorie de langues se divise en plusieurs ensembles.

#### Langues mixtes à racines déformées
Langue à racines naturelles déformées et à dérivation schématique. Exemples : volapük, parla[réf. nécessaire]. Ce groupe a eu peu de succès, en partie parce que les racines sont trop déformées pour être facilement reconnaissables et servir ainsi de soutien à la mémoire (cas du volapük).

#### Langues mixtes à racines non déformées
Langues à racines naturelles non déformées et à dérivation schématique.  Exemple : espéranto, ido, pandunia.
C'est l'espéranto dans ce groupe qui a eu le plus de succès. Il est au moins cent fois plus parlée que la deuxième langue construite. Cela s'explique en partie par le fait que les racines issues des langues naturelles, n'étant pas déformées, sont facilement reconnaissables.

## Historique des projets de langues auxiliaires internationales
Les premiers projets de langue auxiliaire furent les langages philosophiques des XVIIe et XVIIIe siècles. Ils furent inventés pour servir de langue pont entre différents peuples et éviter toute ambiguïté dans le discours. Beaucoup de ces langues ne restèrent qu'à l'état de projet ou ne furent pas suffisamment développées pour devenir réellement opérationnelles.
- Le premier projet de langue assez complet fut le solresol de François Sudre, mais il ne fut apparemment jamais utilisé en pratique.
- Le volapük, créé par Johann Martin Schleyer et mentionné dès 1879, fut la première langue construite à réunir une véritable communauté internationale de locuteurs. Il y eut trois grandes conventions sur le volapük en 1884, 1887, et 1889. Ce fut en cette dernière année que pour la première fois de l'histoire se tint une convention internationale dans une langue auxiliaire. Cependant, peu de temps après la convention de 1889, la communauté volapükiste se désagrégea pour plusieurs raisons dont notamment le refus de Schleyer de simplifier cette langue qu'il considérait comme sa propriété, se voulant donc le seul à pouvoir la modifier.

- L'espéranto apparait avec la publication en 1887 par Louis-Lazare Zamenhof du premier ouvrage décrivant ses bases sous le titre Langue Internationale. Il rencontra un vif succès avec un accroissement rapide du nombre de locuteurs et l'organisation en 1905 à Boulogne-sur-Mer du premier Congrès mondial d'espéranto, année où sera publié le Fundamento de Esperanto ouvrage de référence encadrant les évolutions ultérieures de la langue.
- En 1905, la « Délégation pour l'adoption d'une langue auxiliaire internationale » fut fondée à l'instigation de Louis de Beaufront et Louis Couturat. Elle examina plusieurs projets et décida de n'en choisir aucun mais d'en créer un nouveau, ce qu'elle fit en modifiant l'espéranto de manière naturaliste, créant une nouvelle langue construite, plus proche des langues romanes et moins internationale : l'ido. Un petit nombre d'espérantophones dans quelques pays occidentaux passèrent à l'ido dont quelques-uns revinrent ensuite à l'espéranto. Cette situation provoqua ce que l'on appelle aujourd'hui la crise de l'ido.
- L'occidental d'Edgar de Wahl, qui sera nommé interlingue en 1922, fut créé en réaction à l'espéranto qu'il percevait comme trop schématique. De Wahl décida de faire une langue naturaliste afin de faciliter la reconnaissance passive par les locuteurs des langues romanes, abandonnant l'idée de langue vraiment internationale. Cependant ce naturalisme s'opposait à l'idée d'une langue facile et engendrait de nombreux problèmes notamment pour la dérivation des mots. L'occidental est mort en 1980.[réf. nécessaire]
- L'IALA (International Auxiliary Language Association), fondée en 1924 par Alice Vanderbilt Morris, décida de créer une nouvelle langue internationale qu'elle nomma interlingua et qui fut publiée à partir de 1951. L'interlingua fut issue principalement du travail d'Alexander Gode. Comme pour l'occidental d'Edgar de Wahl, il fut décidé que serait utilisé un modèle naturaliste fondé sur les langues romanes. Elle est l'une des langues artificielles les plus naturalistes qui soient, allant jusqu'à reproduire les irrégularités grammaticales et orthographiques des langues naturelles.

En 1922, la Société des Nations étudie la possibilité de faire étudier l'espéranto dans les écoles. Une commission représentant onze pays est rassemblée ; 14 pays, dont les Indes et la Chine, incluant environ la moitié de la population mondiale votent pour encourager son enseignement dans les écoles, ce qui en fait la langue internationale auxiliaire de référence, mais la voix de l’académicien français Gabriel Hanotaux contre la proposition est décisive : la proposition est rejetée dans un premier temps, mais adoptée ensuite. Par la suite, les espérantophones furent victimes de persécutions notamment sous de nombreux régimes dictatoriaux, notamment  nazi et stalinien. En dépit de ces facteurs, la communauté espérantophone crût et publia un travail littéraire important (nouvelles et poèmes) depuis quasiment l'origine. De toutes les langues auxiliaires publiées, seul l'espéranto compte une communauté active et nombreuse de locuteurs qui utilisent la langue lors de rencontres internationales quasi quotidiennes et depuis la généralisation d'Internet sur les réseaux sociaux en ligne.
En 1991 fut créée la CONLANG mailing list, une liste de diffusion destinée à discuter des projets de langues construites, dont les langues auxiliaires internationales. On y trouve des gens intéressés par les langues, des artistes, des universitaires… La communauté se divisa plus tard, à la suite de conflits récurrents entre les différents types de langues, en créant une liste spécifique dédiée aux langues auxiliaires, qui fut nommée AUXLANG mailing list. Elle permet aux gens parlant des langues auxiliaires de pouvoir communiquer rapidement grâce à internet, et à de nouveaux projets de se faire connaître. On y trouve par exemple le kotava, la lingua franca nova et le  toki pona. Cependant le groupe de locuteurs de ces dernières langues reste très réduit, le plus souvent inférieur à quelques dizaines ou centaines de personnes. La famille linguistique et ou le nombre de termes sont réduits, empêchant ces langues d'être des langues complètes, capables de remplir toutes les fonctions d'une langue internationale, comme l'est devenu l'espéranto après plus d'un siècle d'expérience.  
| nom de la langue             | ISO     | Date de 1e publication | Créateur                                                          | commentaire                                                                                               |
| ---------------------------- | ------- | ---------------------- | ----------------------------------------------------------------- | --- |
| Solresol                     |         | 1827                   | François Sudre                                                    | langue musicale                                                                                           |
| Communicationssprache        |         | 1839                   | Joseph Schipfer                                                   | fondé sur le français                                                                                     |
| Universalglot                |         | 1868                   | Jean Pirro                                                        | premier système linguistique complet fondé sur des éléments communs provenant de langues naturelles       |
| Volapük                      | vo, vol | 1879–1880              | Johann Martin Schleyer                                            | première langue à créer un enthousiasme important                                                         |
| Espéranto                    | eo, epo | 1887                   | L. L. Zamenhof                                                    | langue la plus populaire, avec plus d'un million de locuteurs et une littérature espérantophone abondante |
| Spokil                       |         | 1887 or 1890           | Adolphe Nicolas                                                   | langue a priori inspirée du volapük                                                                       |
| Mundolinco                   |         | 1888                   | J. Braakman                                                       | le premier dérivé de l'espéranto                                                                          |
| Idiom Neutral                |         | 1902                   | Waldemar Rosenberger                                              | langue naturaliste inspirée du volapük                                                                    |
| Latino sine flexione         |         | 1903                   | Giuseppe Peano                                                    | "Latin sans déclinaison", il remplace l'Idiom Neutral en 1908                                             |
| Ido                          | io, ido | 1907                   | Délégation pour l'adoption d'une langue auxiliaire internationale | dérivé de l'espéranto                                                                                     |
| Adjuvilo                     |         | 1908                   | Claudius Colas                                                    | un dérivé de l'ido                                                                                        |
| Occidental (aka Interlingue) | ie, ile | 1922                   | Edgar de Wahl                                                     | langue naturaliste                                                                                        |
| Novial                       | nov     | 1928                   | Otto Jespersen                                                    | langue naturaliste                                                                                        |
| Sona (langue) (en)           |         | 1935                   | Kenneth Searight                                                  | langue au vocabulaire conçu pour éviter l'eurocentrisme                                                   |
| Esperanto II                 |         | 1937                   | René de Saussure                                                  | dérivé de l'espéranto                                                                                     |
| Mondial                      |         | 1940s                  | Helge Heimer                                                      | langue naturaliste                                                                                        |
| Interglossa                  | igs     | 1943                   | Lancelot Hogben, et al.                                           | langue dérivée nommée glosa                                                                               |
| Interlingua                  | ia, ina | 1951                   | International Auxiliary Language Association                      | projet fondé sur le vocabulaire commun de l'Europe                                                        |
| Frater                       |         | 1957                   | Pham Xuan Thai                                                    | fond gréco-romain et grammaire non occidentale                                                            |
| Kotava                       | avk     | 1978                   | Staren Fetcey                                                     | langue a priori                                                                                           |
| Uropi                        |         | 1986                   | Joël Landais                                                      | langue de synthèse basée explicitement sur les langues indo-européennes                                   |
| Lingua franca nova           | lfn     | 1998                   | C. George Boeree et al.                                           | fondé sur les langues romanes avec une grammaire de type créole                                           |

## Méthodes de propagation
La politique linguistique des États (enseignement, médias, vote dans les organisations internationales...) joue en général un rôle décisif. Il existe plusieurs approches qui permettent à une langue de devenir véhiculaire :
1. la méthode passive consiste à laisser les choses se faire d'elles-mêmes. Cela se produit en général quand une langue a tendance à devenir hégémonique pour un groupe de population.
2. par la reconnaissance institutionnelle des langues. Cela se produit quand un État officialise une langue et promeut son utilisation et/ou son enseignement. Exemple : le kiswahili en Tanzanie.
3. par la législation internationale. Cela se produit quand une organisation internationale décide d'adopter une langue comme langue officielle ou langue de travail : la langue qui bénéficie de ce soutien voit son prestige augmenter. Cet objectif est particulièrement intéressant pour les langues construites car il pourrait permettre de faire tomber un certain scepticisme vis-à-vis de celles-ci. Par exemple, on peut citer les recommandations de la conférence générale de l'UNESCO en faveur de l'espéranto en 1954 et en 1985.